# 保罗·维多兹
保罗·维多兹（義大利語：Paolo Vidoz，1970年8月21日—），意大利男子拳击运动员。他曾代表意大利参加1996年和2000年夏季奥林匹克运动会拳击比赛，其中2000年奥运会获得一枚铜牌。